# III liga polska w piłce nożnej, grupa małopolsko-świętokrzyska (2011/2012)
III liga, grupa małopolsko-świętokrzyska, sezon 2011/2012 — 4. edycja rozgrywek czwartego poziomu ligowego piłki nożnej mężczyzn w Polsce po reorganizacji lig w 2008 roku. Bierze w niej udział 16 drużyn z województwa małopolskiego i województwa świętokrzyskiego. Walczą one o miejsce premiowane awansem do II ligi, grupy wschodniej. Ostatnie zespoły spadają odpowiednio do grup: świętokrzyskiej, małopolskiej (wschód) i małopolskiej (zachód) IV ligi. Opiekunem ligi jest Małopolski Związek Piłki Nożnej przemiennie ze Świętokrzyskim Związkiem Piłki Nożnej. W sezonie 2011/2012 rozgrywki prowadził Mazowiecki Związek Piłki Nożnej. 
Sezon ligowy rozpoczął się w 13 sierpnia 2011 roku, a ostatnie mecze rozegrane zostały 6 czerwca 2012 roku.

## Zasady rozgrywek
III liga jest szczeblem pośrednim między rozgrywkami centralnymi (II liga) i wojewódzkimi (IV liga). Wszystkie grupy liczą po 16 drużyn.
Mistrzowie grup uzyskują awans do II ligi, przy czym:
1. do grupy wschodniej trafiają mistrzowie grup III ligi: V, VI, VII i VIII,
2. do grupy zachodniej trafiają mistrzowie grup III ligi: I, II, III i IV.

Po trzy ostatnie drużyny spadają do odpowiedniej terytorialnie grupy IV ligi, przy czym liczba ta może zwiększyć się zależnie od liczby drużyn spadających z lig wyższych.
Drużyny, które wycofały się z rozgrywek po rozegraniu mniej niż 50% spotkań, są automatycznie relegowane o dwa szczeble ligowe niżej (do klasy okręgowej), a osiągnięte przez nie rezultaty są anulowane. Drużyny, które wycofały się z rozgrywek po rozegraniu 50% lub więcej spotkań, są automatycznie relegowane o dwa szczeble ligowe niżej (do klasy okręgowej), a za nierozegrane mecze przyznawane są walkowery 3:0 dla zespołów przeciwnych. Wykluczenie z rozgrywek grozi również za nieprzystąpienie z własnej winy do trzech meczów.
III liga jest najwyższym szczeblem rozgrywkowym dla drużyn rezerw, nie mają one więc prawa do awansu. Spadek pierwszej drużyny z II ligi powoduje automatycznie relegację II zespołu danego klubu do IV ligi.

## Rozgrywki
W grupie występowało 16 zespołów, które walczyły o miejsce premiowane awansem do grupy wschodniej II ligi. Ostatnie zespoły spadły odpowiednio do grup: małopolskiej wschodniej, małopolskiej zachodniej i świętokrzyskiej IV ligi. Po poprzednim sezonie zmniejszono liczbę uczestników grupy z 18 drużyn.
| Uczestnicy poprzedniej edycji | Uczestnicy poprzedniej edycji | Uczestnicy poprzedniej edycji | Uczestnicy poprzedniej edycji |
| ----------------------------- | ----------------------------- | ----------------------------- | ----------------------------- |
| DAL                           | Dalin Myślenice               | 2                             |                               |
| UNT                           | Unia Tarnów                   | 3                             |                               |
| LIB                           | Janina Libiąż                 | 4                             |                               |
| SNW                           | Szreniawa Nowy Wiśnicz        | 5                             |                               |
| JUV                           | Juventa Starachowice          | 6                             |                               |
| PMU                           | Poprad Muszyna                | 7                             |                               |

| Uczestnicy poprzedniej edycji | Uczestnicy poprzedniej edycji | Uczestnicy poprzedniej edycji | Uczestnicy poprzedniej edycji |
| ----------------------------- | ----------------------------- | ----------------------------- | ----------------------------- |
| WMA                           | Wierna Małogoszcz             | 8                             |                               |
| ORS                           | Orlicz Suchedniów             | 9                             |                               |
| BES                           | Beskid Andrychów              | 10                            |                               |
| PRZ                           | Przebój Wolbrom               | 11                            |                               |
| JĘD                           | Naprzód Jędrzejów             | 12                            |                               |
| GÓR                           | Górnik Wieliczka              | 13                            |                               |

| Awans z IV ligi 2010/2011 | Awans z IV ligi 2010/2011 | Awans z IV ligi 2010/2011 | Awans z IV ligi 2010/2011 |
| ------------------------- | ------------------------- | ------------------------- | ------------------------- |
| grupa małopolska          |                           |                           |                           |
| LIM                       | Limanovia Limanowa        | 1                         |                           |
| MAN                       | Lubań Maniowy             | 2                         |                           |
| grupa świętokrzyska       |                           |                           |                           |
| GSK                       | Granat Skarżysko-Kamienna | 1                         |                           |
| ŁYS                       | Łysica Bodzentyn          | 2                         |                           |

### Tabela
| Lp. | Drużyna                   | M  | Z  | R  | P  | Bramki | Bramki | Różn. | Pkt | Uwagi             | Bezpośrednio |
| --- | ------------------------- | -- | -- | -- | -- | ------ | ------ | ----- | --- | ----------------- | ------------ |
| 1   | Unia Tarnów (M) (A)       | 30 | 19 | 5  | 6  | 43     | 24     | +19   | 62  | Awans do II ligi  |              |
| 2   | Poprad Muszyna            | 30 | 16 | 8  | 6  | 37     | 19     | +18   | 56  |                   |              |
| 3   | Limanovia Limanowa        | 30 | 15 | 9  | 6  | 54     | 27     | +27   | 54  |                   |              |
| 4   | Granat Skarżysko-Kamienna | 30 | 14 | 9  | 7  | 45     | 26     | +19   | 51  |                   |              |
| 5   | Przebój Wolbrom           | 30 | 14 | 8  | 8  | 40     | 23     | +17   | 50  |                   |              |
| 6   | Juventa Starachowice      | 30 | 15 | 4  | 11 | 53     | 36     | +17   | 49  |                   |              |
| 7   | Szreniawa Nowy Wiśnicz    | 30 | 14 | 6  | 10 | 46     | 35     | +11   | 48  |                   |              |
| 8   | Janina Libiąż             | 30 | 12 | 11 | 7  | 33     | 34     | −1    | 47  |                   |              |
| 9   | Dalin Myślenice           | 30 | 12 | 6  | 12 | 35     | 39     | −4    | 42  |                   |              |
| 10  | Wierna Małogoszcz         | 30 | 9  | 13 | 8  | 31     | 30     | +1    | 40  |                   |              |
| 11  | Beskid Andrychów          | 30 | 8  | 11 | 11 | 32     | 39     | −7    | 35  |                   |              |
| 12  | Łysica Bodzentyn          | 30 | 8  | 9  | 13 | 24     | 31     | −7    | 33  |                   |              |
| 13  | Lubań Maniowy             | 30 | 7  | 9  | 14 | 29     | 53     | −24   | 30  |                   |              |
| 14  | Orlicz Suchedniów (S)     | 30 | 6  | 6  | 18 | 28     | 59     | −31   | 24  | Spadek do IV ligi |              |
| 15  | Górnik Wieliczka (S)      | 30 | 5  | 6  | 19 | 26     | 51     | −25   | 21  | Spadek do IV ligi |              |
| 16  | Naprzód Jędrzejów (S)     | 30 | 3  | 6  | 21 | 17     | 47     | −30   | 15  | Spadek do IV ligi |              |

### Wyniki
| Gospodarz \ Gość          | BES | DAL | GÓR | GSK | LIB | JUV | LIM | MAN | ŁYS | JĘD | ORS | PMU | PRZ | SNW | UNT | WMA |
| Beskid Andrychów          |     | 2:0 | 3:0 | 1:1 | 2:3 | 1:0 | 1:2 | 1:1 | 1:1 | 1:1 | 3:1 | 2:1 | 1:1 | 0:1 | 1:2 | 2:1 |
| Dalin Myślenice           | 3:0 |     | 0:1 | 1:0 | 3:1 | 2:0 | 5:2 | 0:0 | 1:0 | 1:0 | 1:1 | 1:0 | 0:2 | 2:0 | 0:1 | 1:2 |
| Górnik Wieliczka          | 1:1 | 3:0 |     | 0:1 | 0:2 | 0:3 | 1:2 | 5:1 | 1:2 | 2:0 | 2:0 | 1:1 | 0:2 | 0:2 | 0:1 | 1:3 |
| Granat Skarżysko-Kamienna | 0:1 | 3:1 | 3:0 |     | 0:0 | 0:0 | 1:1 | 0:0 | 2:1 | 2:1 | 5:0 | 1:1 | 1:3 | 4:4 | 0:1 | 1:0 |
| Janina Libiąż             | 2:2 | 2:1 | 0:0 | 1:1 |     | 1:0 | 0:0 | 1:1 | 3:0 | 0:2 | 3:0 | 2:1 | 3:1 | 0:2 | 0:3 | 0:0 |
| Juventa Starachowice      | 5:1 | 4:1 | 4:2 | 1:1 | 1:2 |     | 1:0 | 0:1 | 1:3 | 1:0 | 5:2 | 1:2 | 3:0 | 3:0 | 3:0 | 1:2 |
| Limanovia Limanowa        | 2:1 | 4:0 | 5:2 | 0:1 | 4:0 | 4:0 |     | 3:0 | 1:0 | 5:0 | 2:2 | 0:1 | 2:1 | 0:1 | 0:0 | 0:0 |
| Lubań Maniowy             | 2:1 | 0:3 | 3:1 | 1:3 | 0:1 | 4:2 | 0:1 |     | 1:1 | 1:1 | 4:3 | 0:0 | 0:2 | 4:3 | 1:3 | 1:3 |
| Łysica Bodzentyn          | 2:0 | 2:1 | 1:0 | 0:0 | 1:1 | 0:2 | 0:3 | 0:0 |     | 3:0 | 2:0 | 0:1 | 1:1 | 0:3 | 1:2 | 0:0 |
| Naprzód Jędrzejów         | 0:1 | 0:1 | 3:1 | 0:4 | 0:0 | 0:0 | 1:3 | 0:1 | 0:0 |     | 3:2 | 0:2 | 0:2 | 0:1 | 0:1 | 2:2 |
| Orlicz Suchedniów         | 1:0 | 3:0 | 1:1 | 0:3 | 2:4 | 0:1 | 0:0 | 2:2 | 1:0 | 1:0 |     | 0:1 | 1:1 | 0:2 | 0:1 | 2:1 |
| Poprad Muszyna            | 0:0 | 2:2 | 2:0 | 1:0 | 4:0 | 0:1 | 2:1 | 2:1 | 0:0 | 2:1 | 3:2 |     | 1:2 | 2:0 | 2:0 | 2:0 |
| Przebój Wolbrom           | 1:1 | 0:0 | 2:0 | 2:1 | 1:1 | 3:0 | 2:2 | 3:0 | 2:1 | 1:0 | 0:1 | 0:1 |     | 0:0 | 0:0 | 2:0 |
| Szreniawa Nowy Wiśnicz    | 3:0 | 1:1 | 1:1 | 2:0 | 0:0 | 1:5 | 2:3 | 4:0 | 1:0 | 3:1 | 3:0 | 0:1 | 1:0 |     | 3:0 | 0:4 |
| Unia Tarnów               | 1:1 | 5:1 | 2:0 | 2:3 | 2:3 | 0:1 | 2:1 | 4:0 | 1:0 | 2:1 | 2:0 | 1:0 | 1:0 | 1:0 |     | 1:1 |
| Wierna Małogoszcz         | 0:0 | 0:0 | 0:0 | 1:2 | 2:0 | 1:1 | 1:1 | 1:1 | 1:0 | 1:0 | 3:0 | 0:0 | 0:4 | 0:4 | 1:1 |     |

Źródło: 
Objaśnienia:
1Drużyna gospodarzy jest wymieniona po lewej stronie tabeli.
Kolory: zielony – zwycięstwo gospodarzy, żółty – remis, różowy – zwycięstwo gości.
Awans do II ligi: Unia Tarnów
Spadek z III ligi: Orlicz Suchedniów, Górnik Wieliczka, Naprzód Jędrzejów